# Kazimierz I Odnowiciel
Kazimierz I Odnowiciel (ur. 25 lipca 1016, zm. 19 marca 1058 w Poznaniu) – książę z dynastii Piastów, władca Polski w latach 1034–1058 (z przerwami), syn Mieszka II i Rychezy.
Po śmierci ojca, w 1034 r. objął władzę w zniszczonym przez kryzys państwie. Próbował wzmocnić władzę monarszą, co spotkało się ze sprzeciwem możnowładztwa. Książę został wygnany na Węgry, skąd wyjechał później do Niemiec. W kraju zapanował chaos. Brak centralnej władzy spowodował samowolę, a nawet utworzenie na części terytorium niezależnego państewka (Miecław na Mazowszu). Doszło do powstania ludowego, a w 1038 r. najazdu księcia Czech Brzetysława I.
Dopiero w 1039 r., a być może 1040 Kazimierz powrócił do kraju, przystępując do odbudowy zniszczonej organizacji państwowej i kościelnej. W polityce zagranicznej oparł się na sojuszu z Rusią. W 1047 ostatecznie pokonał Miecława, przy pomocy wojskowej swojego szwagra Jarosława Mądrego i przywrócił polskie panowanie na Mazowszu. Przeniósł z Gniezna do Krakowa główny ośrodek władzy państwowej i odnowił tamtejsze biskupstwo. Ufundował opactwo benedyktynów w Tyńcu (1044). Zbrojnie odbił też zagarnięty przez Czechów Śląsk (1050), jednak na zjeździe w Kwedlinburgu w 1054 zgodził się płacić za niego Czechom coroczny trybut.

## Panowanie

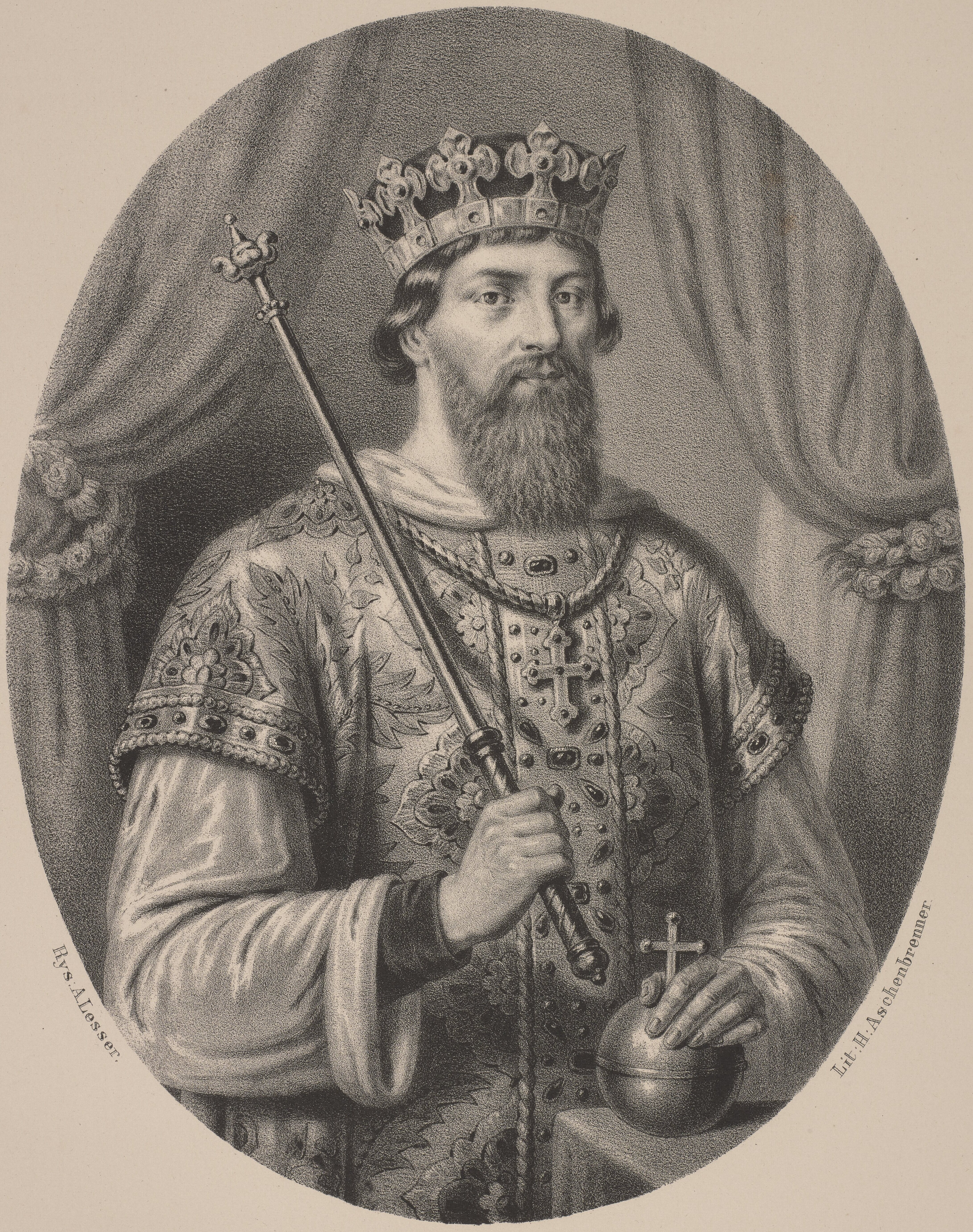
Kazimierz I Odnowiciel, grafika Aleksandra Lessera

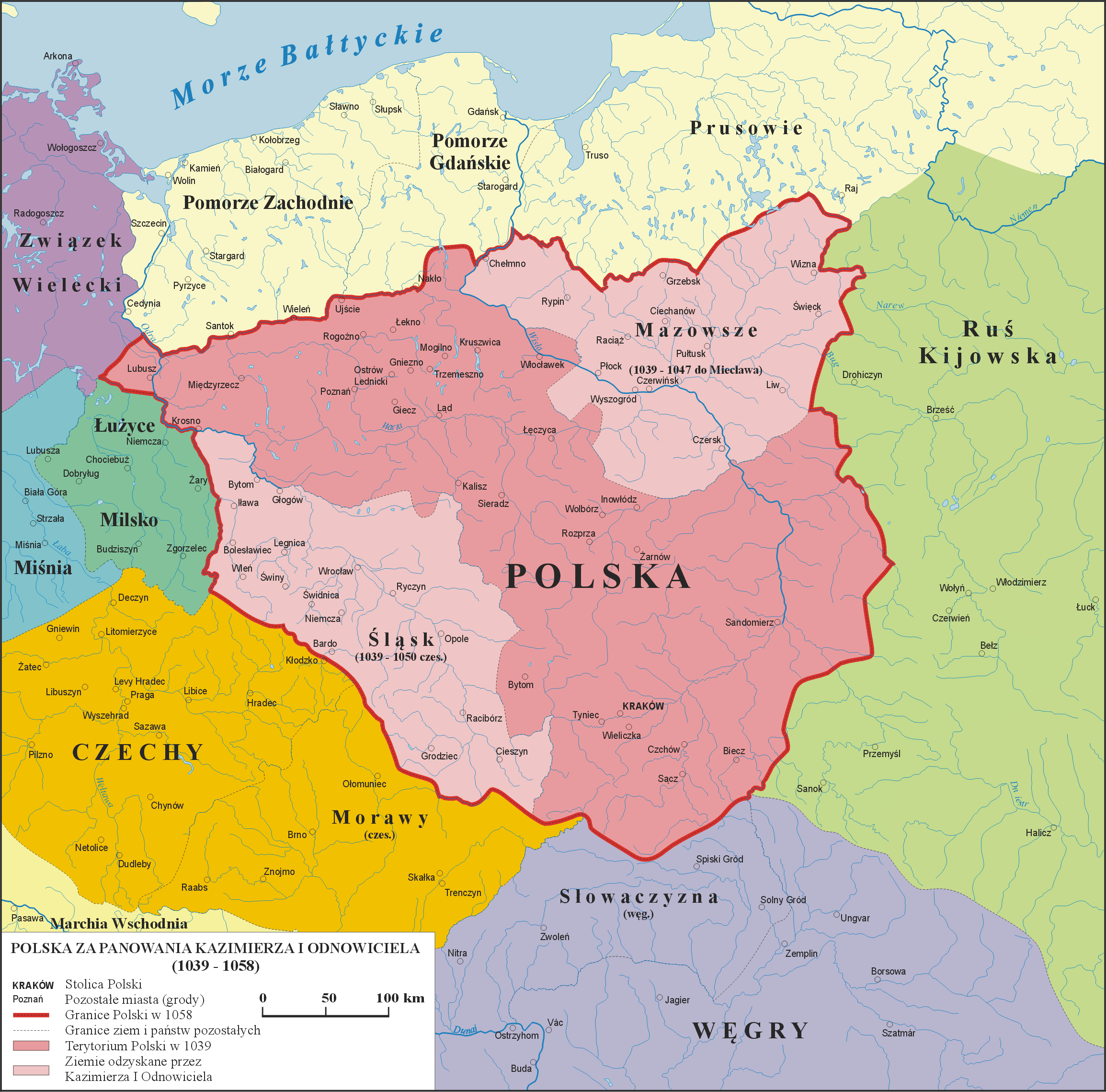
Polska za panowania Kazimierza I Odnowiciela

Polska około 1041 roku

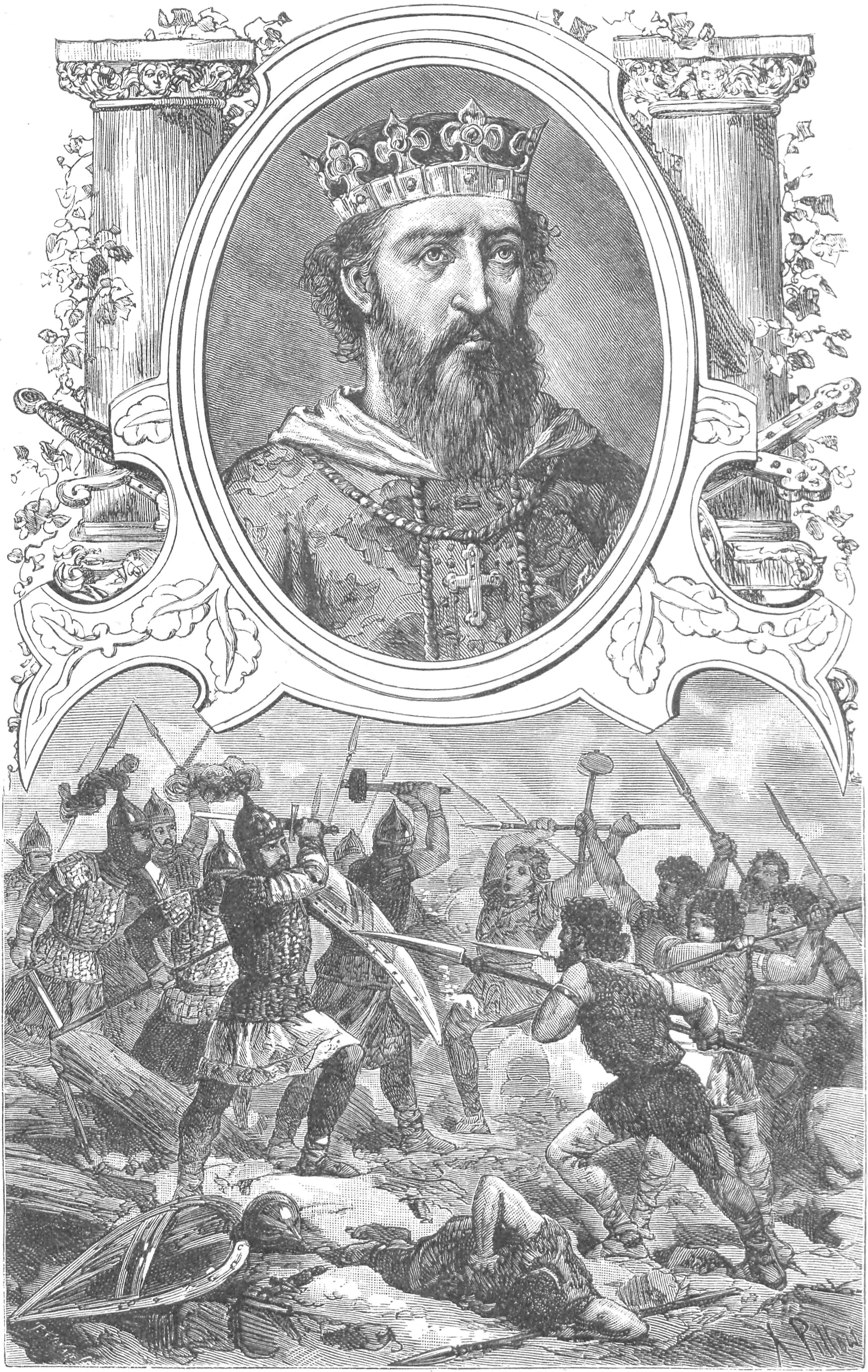
Kazimierz zwany Mnichem w cyklu Wizerunki książąt i królów polskich Ksawerego Pillatiego z 1888 r.

W 1026 r. został oddany do któregoś z klasztorów, prawdopodobnie jedynie w celu zdobycia wykształcenia. Domniemane istnienie Bolesława Zapomnianego i połączona z tym hipoteza, że Kazimierz złożył profesję zakonną i został oblatem, a w 1034 r. dostał od papieża dyspensę i wystąpił z zakonu, nie cieszy się obecnie uznaniem wśród historyków. Po śmierci Mieszka ster rządów zapewne chciała przejąć Rycheza, być może wcześniej skłócona z mężem. Kazimierz ulegał woli ambitnej matki. Ona sama najprawdopodobniej wywiozła z kraju koronę królewską Mieszka II (w okresie rządów Bezpryma), co obecnie odczytuje się jako przejaw dbałości o prawa syna do tronu. Kazimierz nie zdołał się jednak koronować ze względu na trudności wewnętrzne (możni nie życzyli sobie koronacji) i zewnętrzne (sprzeciw Cesarstwa).
Wielkopolska uległa buntowi ludowemu skierowanemu przeciwko możnowładcom oraz Kościołowi i nastąpił masowy powrót do wierzeń przedchrześcijańskich. Na Mazowszu powstało oddzielne państwo Miecława (Masława). Na Pomorzu władzę przejęła miejscowa dynastia. W 1038 r., wykorzystując sytuację wewnętrzną Polski i panujące bezkrólewie, książę czeski Brzetysław I najechał zbrojnie Polskę, rabując ogromne bogactwa. Złupił on Wielkopolskę, niszcząc siedziby biskupie w Poznaniu i Kruszwicy. Ze zdewastowanej stolicy kraju, Gniezna, wywiózł do Pragi relikwie św. Wojciecha, Radzyma Gaudentego i pięciu eremitów, krzyż złoty ofiarowany przez Mieszka I, który ważył trzy razy tyle co on sam, złote tablice wysadzane klejnotami i wiele innych kosztowności. Jak pisał Gall Anonim: „I tak długo wspomniane miasta pozostawały w opuszczeniu, że w kościele św. Wojciecha Męczennika i św. Piotra Apostoła dzikie zwierzęta znalazły legowiska.” Ponadto żołnierze czescy zburzyli budowle sakralne w Poznaniu, które zostały wzniesione przez Mieszka I na uroczystość chrztu Polski, a także splądrowali grobowiec tego władcy, czego dowodem była m.in. czeska moneta odnaleziona w ruinach. Brzetysław zrujnował również zamek oraz kościół kamienny na wyspie Jeziora Lednickiego w Wielkopolsce. Z Giecza, którego ludność poddała się bez walki, przesiedlił licznych rzemieślników do Czech, do miejscowości zwanej odtąd Hedčany (od czeskiej nazwy Giecza – Hedeč).
W drodze powrotnej Brzetysław zabrał Polsce Śląsk oraz Małopolskę.

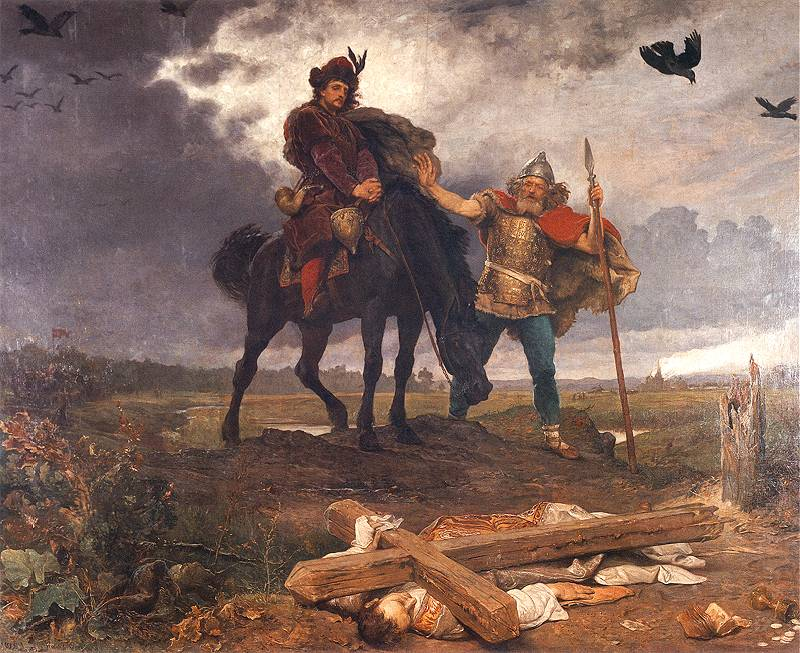
Wojciech Gerson, Powrót Kazimierza Odnowiciela do Polski

Kazimierz, przebywający dotychczas na Węgrzech na dworze króla Stefana I (który jednak był w kłopotliwej sytuacji, bo wspierał Brzetysława I czeskiego), po jego śmierci w sierpniu 1038 r. udał się do Niemiec, gdzie korzystne koligacje miała jego matka Rycheza. Po złożeniu hołdu lennego w 1039 r. królowi Henrykowi III Salickiemu i otrzymaniu od niego pomocy militarnej (500 ciężkozbrojnych rycerzy niemieckich) i finansowego wsparcia Kazimierz wrócił do kraju. Henryk obawiał się bowiem zbytniego wzmocnienia Brzetysława czeskiego. Pomoc okazał również książę ruski Jarosław Mądry, którego siostrę, Marię Dobroniegę, pojął Kazimierz za żonę. Odnowiciel powrócił do Wielkopolski, a w 1040 roku dokonał wyprawy na Śląsk. Na mocy układu w Ratyzbonie z 1041, Brzetysław zrzekł się wszystkich ziem polskich (w tym Małopolski), poza częścią Śląska. Niezniszczony Kraków stał się główną siedzibą polskiego księcia. W 1046 roku Kazimierz ponownie spróbował odzyskać Śląsk, co doprowadziło do spotkania z Brzetysławem I u króla niemieckiego w Merseburgu, a potem w Miśni, gdzie zawarto układ pokojowy.
W 1047 roku, przy wsparciu zbrojnym Jarosława, Kazimierz zaatakował Mazowsze i pokonał Miecława. Podbił wówczas Mazowsze oraz zapewne Pomorze Gdańskie, jako że w bitwie zostali pokonani sojusznicy Miecława – książęta pomorscy.
W 1050 roku Kazimierz Odnowiciel ponownie wyprawił się na Śląsk i ostatecznie go zajął. Spowodowało to skargę Brzetysława I czeskiego do cesarza Henryka, co doprowadziło do zjazdu w Goslarze w listopadzie tego samego roku, na którym Kazimierz zapobiegł groźbie interwencji niemieckiej. Spór o ziemie te rozstrzygnięto ostatecznie na zjeździe w Kwedlinburgu. Śląsk pozostał przy Polsce, a Kazimierz Odnowiciel zobowiązał się płacić Czechom coroczny trybut w wysokości 500 grzywien srebra i 30 grzywien złota.
W 1046 r. odnowił biskupstwo krakowskie. Nowym biskupem został mnich iroszkocki Aron. W 1051 odnowione zostało biskupstwo wrocławskie z siedzibą w Ryczynie, które prawdopodobnie podporządkowano zwierzchnictwu metropolity magdeburskiego. Nowym biskupem wrocławskim został Hieronim. W 1051 roku wsparł cesarza Henryka w wyprawie przeciwko Andrzejowi I węgierskiemu, podczas której oddziały polskie wzięły udział w bitwie o most nad Rabanicą (Repczą).
Kazimierzowi nie udało się jednak odnowić arcybiskupstwa gnieźnieńskiego. Przypisuje się mu fundację klasztoru benedyktynów w Tyńcu, ok. 1044 roku oraz fundację klasztoru opactwa benedyktynów w Mogilnie ok. 1045 roku. Zamiast utrzymywać stałą drużynę wojów zapoczątkował on zwyczaj nadawania ziemi rycerzom w zamian za służbę wojskową. Starania o odbudowę kraju po kryzysie sprawiły, że Kazimierz został obdarzony przydomkiem Odnowiciela.
Kazimierz Odnowiciel zmarł 19 marca 1058 w Poznaniu i został pochowany w tamtejszej katedrze Świętych Apostołów Piotra i Pawła. Podczas swojego długiego, trwającego osiemnaście lat panowania, doprowadził do przywrócenia państwowości polskiej i odzyskał dla Piastów państwo w takich granicach, w jakich otrzymał je od Mieszka II.

### Bolesław Zapomniany

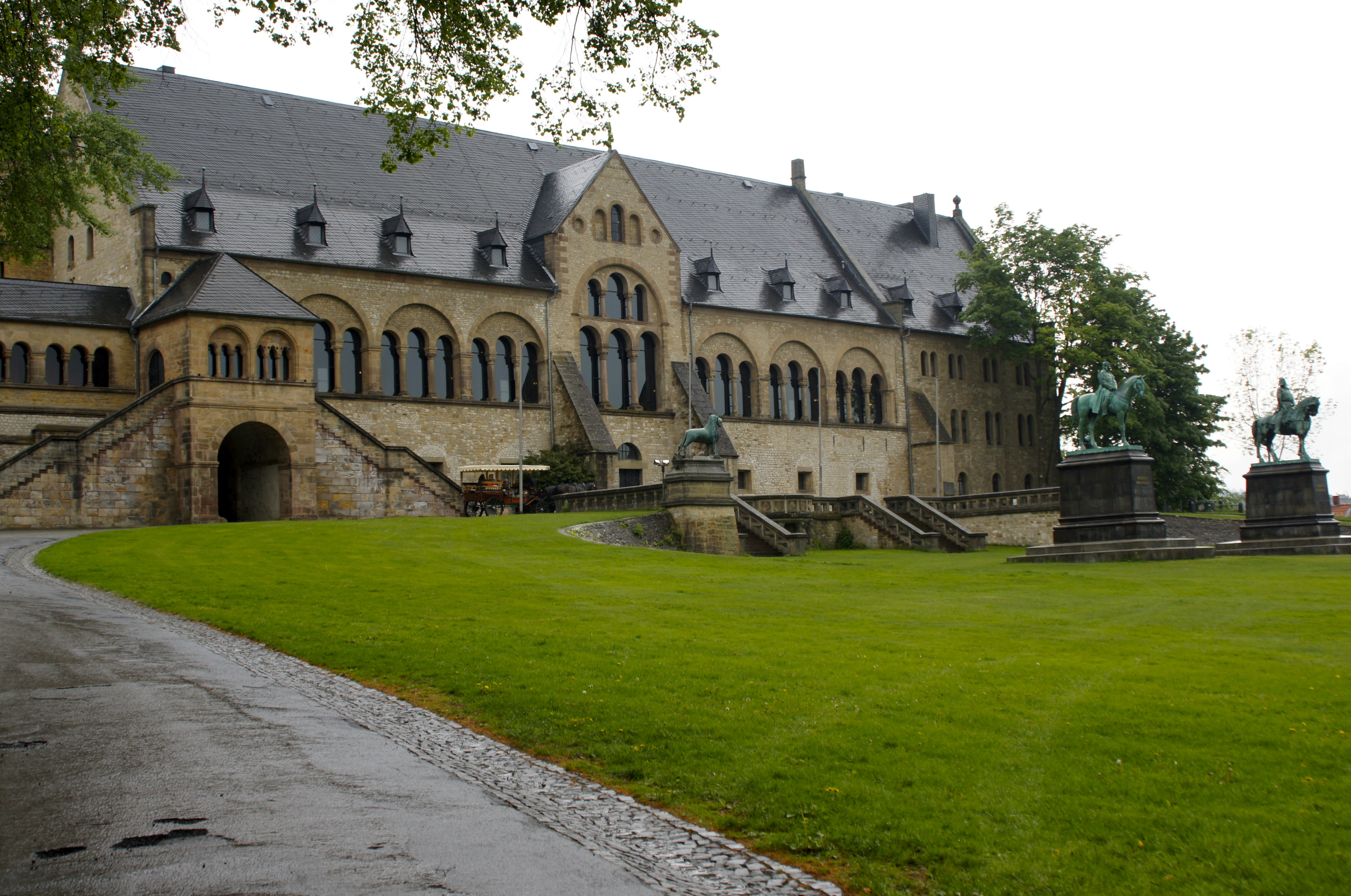
Zrekonstruowany pałac cesarski w Goslarze

W XIX w. powstała hipoteza, że Kazimierz Odnowiciel miał brata Bolesława, który objął rządy po wygnaniu Kazimierza Odnowiciela, a powrót Kazimierza do kraju w 1039 umożliwiła jego śmierć. Według Oswalda Balzera miał on być starszym synem Mieszka II i Rychezy, urodzonym w 1014 lub 1015, natomiast według Tadeusza Wasilewskiego synem Mieszka i nałożnicy urodzonym w 1033. Hipoteza ta we współczesnej historiografii jest jednak odrzucana.

### Rodzina
Kazimierz Odnowiciel prawdopodobnie w 1041 roku poślubił Dobroniegę (ur. w okr. 1010–1016, zm. 13 grudnia 1087) – córkę Włodzimierza I Wielkiego. Z tego małżeństwa pochodzili:
- Bolesław II Śmiały (ur. ok. 1042, zm. 2 lub 3 kwietnia 1081 lub 1082) – książę Polski (1058-1076), król Polski (1076-1079),
- Władysław I Herman (ur. ok. 1043, zm. 4 czerwca 1102) – książę Polski (1079-1102),
- Mieszko (ur. 16 kwietnia 1045, zm. 28 stycznia 1065) – hipotetyczny książę Kujaw od 1058,
- Świętosława Swatawa (ur. zap. 1046–1048, zm. 1 września 1126) – żona Wratysława II, z dynastii Przemyślidów, księcia ołomunieckiego (1055-1056, 1058-1061), księcia Czech (1061-1085) oraz króla Czech (1085-1092),
- Otto (ur. zap. 1047 lub 1048, zm. zap. 1048) – otrzymał imię po Ottonie, księciu Szwabii; późne źródła myliły go z Ottonem I Pięknym, księciem morawskim; teorię tę obalił ostatecznie Oswald Balzer.

#### Genealogia
| Bolesław I Chrobry ur. 967 zm. 17 VI 1025 | Bolesław I Chrobry ur. 967 zm. 17 VI 1025 |                                          |                                          | Emnilda ur. w okr. 970–975 zm. 1016 lub 1017 | Emnilda ur. w okr. 970–975 zm. 1016 lub 1017 |  |  | Ezzon ur. 955 zm. 21 V 1034 | Ezzon ur. 955 zm. 21 V 1034 |                                     |                                     | Matylda ur. 980 zm. 4 XI 1025 | Matylda ur. 980 zm. 4 XI 1025 |
|                                           |                                           |                                          |                                          |                                              |                                              |  |  |                             |                             |                                     |                                     |                               |                               |
|                                           |                                           |                                          |                                          |                                              |                                              |  |  |                             |                             |                                     |                                     |                               |                               |
|                                           |                                           | Mieszko II Lambert ur. 990 zm. 10 V 1034 | Mieszko II Lambert ur. 990 zm. 10 V 1034 |                                              |                                              |  |  |                             |                             | Rycheza ur. ok. 993 zm. 21 III 1063 | Rycheza ur. ok. 993 zm. 21 III 1063 |                               |                               |
|                                           |                                           |                                          |                                          |                                              |                                              |  |  |                             |                             |                                     |                                     |                               |                               |
|                                           |                                           |                                          |                                          |                                              |                                              |  |  |                             |                             |                                     |                                     |                               |                               |
|                                           |                                           |                                          |                                          |                                              |                                              |  |  |                             |                             |                                     |                                     |                               |                               |

|                                                              |                                                              | Dobroniega ur. w okr. 1010–1016 zm. 13 XII 1087 OO ok. 1041 | Dobroniega ur. w okr. 1010–1016 zm. 13 XII 1087 OO ok. 1041 | Kazimierz I Odnowiciel (ur. 25 VII 1016, zm. 19 III 1058) | Kazimierz I Odnowiciel (ur. 25 VII 1016, zm. 19 III 1058) |                                                        |                                                        |                                         |                                         |
|                                                              |                                                              |                                                             |                                                             |                                                           |                                                           |                                                        |                                                        |                                         |                                         |
|                                                              |                                                              |                                                             |                                                             |                                                           |                                                           |                                                        |                                                        |                                         |                                         |
|                                                              |                                                              |                                                             |                                                             |                                                           |                                                           |                                                        |                                                        |                                         |                                         |
| Bolesław II Śmiały ur. ok. 1042 zm. 2 lub 3 IV 1081 lub 1082 | Bolesław II Śmiały ur. ok. 1042 zm. 2 lub 3 IV 1081 lub 1082 | Władysław I Herman ur. ok. 1043 zm. 4 VI 1102               | Władysław I Herman ur. ok. 1043 zm. 4 VI 1102               | Mieszko ur. 16 IV 1045 zm. 28 I 1065                      | Mieszko ur. 16 IV 1045 zm. 28 I 1065                      | Świętosława Swatawa ur. w okr. 1046-1048 zm. 1 IX 1126 | Świętosława Swatawa ur. w okr. 1046-1048 zm. 1 IX 1126 | Otto ur. w okr. 1047-1048 zm. zap. 1048 | Otto ur. w okr. 1047-1048 zm. zap. 1048 |

### Następstwo
Kazimierz miał czterech synów, jego następcą został Bolesław II Śmiały (Szczodry), a po jego wygnaniu władzę objął drugi syn Odnowiciela – Władysław I Herman.

## Upamiętnienie
Kazimierz Odnowiciel jest patronem ulic m.in. w Dzielnicy III Prądnik Czerwony w Krakowie, w Pobiedziskach i na osiedlu Gołąbki w dzielnicy Ursus w Warszawie. Kazimierza upamiętnia renesansowa płaskorzeźba umieszczona w portalu bramy wjazdowej Zamku Piastów Śląskich w Brzegu. Uchwałą Rady Gminy Kazimierz Biskupi zostało nazwane jedno z rond w Kazimierzu Biskupim (miejscowość ta zawdzięcza księciu swój pierwszy człon nazwy).
Jego wizerunek został przedstawiony na polskiej monecie o nominale 50 zł, wyemitowanej w 1980. Moneta ta została wykonana z miedzioniklu w nakładzie 2 503 800 egzemplarzy, miała średnicę 30,5 mm i wagę 11,7 g, rant ząbkowany.

### Źródła
- Kosmas, Kosmasa Kronika Czechów, Warszawa 1968.

### Opracowania
- Oswald Balzer: Genealogia Piastów. Kraków: Akademia Umiejętności, 1895.
- Kazimierz Jasiński: Rodowód pierwszych Piastów. Warszawa-Wrocław: Oficyna Wydawnicza VOLUMEN, 1992. ISBN 83-85218-32-7. OCLC 468383930.
- T. Jurek: Ryczyn biskupi. W: T. Jurek: Roczniki historyczne. 1994.
- Matla-Kozłowska M., Pierwsi Przemyślidzi i ich państwo (od X do połowy XI wieku). Ekspansja terytorialna i jej polityczne uwarunkowania, Poznań 2008.
- Stanisław Szczur, Historia Polski: średniowiecze, Kraków: Wyd. Literackie, 2002, ISBN 83-08-03273-7, OCLC 830373090. Brak numerów stron w książce